# Natural City
Natural City (Originaltitel: 내츄럴 시티) ist ein südkoreanischer Science-Fiction-Film aus dem Jahre 2003. Obwohl der Film deutliche Parallelen zu Ridley Scotts Blade Runner erkennen lässt, handelt es sich nicht um eine Neuverfilmung. In Deutschland wurde der Film erstmals am 19. März 2004 im Rahmen der Nacht der 1000 Schreie gezeigt.

## Handlung
Im Jahr 2080 bevölkern neben Menschen auch Cyborgs die Erde. Sie ersetzen weitgehend die menschlichen Arbeitskräfte und sind darauf programmiert, ihren Besitzern zu dienen. Jeder dieser Cyborgs hat jedoch eine streng limitierte Lebensdauer, eine Art „Haltbarkeitsdatum“. Ist ihre Zeit abgelaufen, werden sie eliminiert. Der Polizist R ist Mitglied der Spezialeinheit Task Force MP, welche sich auf die Eliminierung defekter Cyborgs spezialisiert hat. Aufgrund kleinerer Fehler im System entwickeln manche Roboter plötzlich ein Eigenleben. So erfährt Cyper, einer dieser defekten Cyborgs, von der Erfindung des Wissenschaftlers Dr. Croy, die es ermöglicht, Chips der Roboter in den Menschen zu implantieren. R hat sich in einen Cyborg namens Ria verliebt, doch unglücklicherweise liegt ihr Ablaufdatum nur einige Tage in der Zukunft. So machen R und Cyper Jagd auf die Prostituierte Cyon, da ihr menschlicher Körper aufgrund ihrer DNA als Ersatzkörper für Ria sowie Cyper dienen kann. Cyper überfällt den Kontrollraum eines Wissenschaftlichen Komplexes und tötet alle anwesenden Wissenschaftler. Dort versucht er, den Körper von der von ihm entführten Cyon zu übernehmen. Der Versuch der Task Force, das Gebäude zu stürmen, scheitert, da Cyper die reprogrammierten MP-Kampfcyborgs einsetzt, welche der Spezialeinheit um ein weites überlegen sind. Der Selbstzerstörungsmechanismus des Gebäudes wird aktiviert, um Cypers Vorhaben zu unterbinden. Bevor der Komplex explodiert, gelingt es R noch Cyper zu töten und Cyon zu befreien. R bittet Cyon darum, Ria zu beerdigen, da er sie alleine zurücklassen musste. R selbst bleibt zurück und wartet die Selbstzerstörung des Forschungskomplexes ab, um auf diesem Wege seinen Tod zu finden.

## Kritiken
„Aufwändig gestylter Science-Fiction-Film mit unverhohlenen Anleihen zum Genre-Meilenstein Blade Runner, der an den wenig ausgefeilten Charakteren krankt, deren Motivationen nur angedeutet werden.“

## Auszeichnungen
Der Film gewann 2004 den Grand Bell Award in der Kategorie Beste Visuelle Effekte. Im darauffolgenden Jahr war der Film für den Fantasporto-Preis als Bester Film nominiert.